# Фейер, Липот
Липот Фейер (также Леопольд Фейер, венг. Fejér Lipót или нем. Leopold Fejér, настоящая фамилия Вайс, нем. Weiss; 9 февраля 1880, Печ — 15 октября 1959, Будапешт) — венгерский математик.

## Биография
Родился в Пече, в еврейской семье; его отец Самуэль Вайс владел магазином, мать — Виктория Гольдбергер. Прадед по материнской линии Самуэль Наход был врачом, а дед — автором иврит-венгерского словаря. 
В начальных классах не справлялся со школьной программой, поэтому на некоторое время отец забрал его на домашнее обучение. Интерес к математике у будущего учёного проснулся в старших классах благодаря учителю Сигизмунду Максау. С 1894 года принимал участие в конкурсе имени Этвёша Венгерского математического общества, а в 1897 году занял на нём второе место. В том же году поступил в Будапештский университет. В 1902 году получил докторскую степень за открытие сходимости по Чезаро для рядов Фурье, одну из своих самых известных работ, которую он опубликовал ещё четверокурсником в 1900 году.
1899—1900 учебный год Фейер провёл в Берлине, где познакомился с Германом Шварцем. На одном из семинаров Шварца он встретил Константина Каратеодори, а позднее — Эдмунда Ландау и Исайю Шура. Эти знакомства положили начало многолетней дружбе и плодотворному научному сотрудничеству.
В 1900 году, в сцвязи с проводимой тогда политикой мадьяризации, Леопольд Вайс сменил имя на венгерский вариант — Липот Фейер. Тем не менее, из-за еврейского происхождения он несколько лет не мог найти постоянного места работы и был вынужден подрабатывать. Из неожиданных работ, которыми временно занимался Фейер, биографы упоминают должность сотрудника обсерватории по наблюдению за метеоритами. В 1902—1903 году Фейер стажировался в Гёттингене и Париже. В 1903 году начал преподавать в Будапештском университете, а в следующем году получил место ассистента в Franz Joseph University в Коложваре, где сотрудничал с Людвигом Шлезингером и позднее получил звание хабилитированного доктора.
В 1905 году, когда Анри Пуанкаре получил Премию Бойяи, он прибыл для награждения в Будапешт. Сойдя с поезда, он первым делом спросил у встречавшей его делегации высокопоставленных чиновников, «А где же Фейер?». На их вопрос, кто это такой, Пуанкаре ответил: «Фейер — величайший венгерский математик, один из лучших математиков мира».
В 1911 году Фейер получил звание полного профессора Будапештского университета и возглавил кафедру математики, где проработал до конца карьеры. С 1916 до 1919 год не мог публиковаться из-за Белого террора при раннем режиме Миклоша Хорти.
Действительный член Венгерской академии наук (1930, член-корреспондент с 1908 года), член-корреспондент Гёттингской, Мюнхенской и Польской Академий наук, почётный член Математического общества Калькутты, обладатель Премии имени Кошута.
Благодаря Фейеру в Венгрии сложилась сильнейшая математическая школа: он вырастил целую плеяду учеников, которые стали в дальнейшем выдающимися учёными. Среди них — Марсель Рис, Дьёрдь Пойа, Михаэль Фекете, Габор Сегё, Пал Туран, Пал Эрдёш. Как вспоминал Пойа, значительное число из них заинтересовались математикой благодаря Фейеру, который читал короткие (не дольше часа), но крайне увлекательные лекции, а также часто сидел со студентами в кафе, обсуждая задачи и рассказывая истории из своей жизни и о том, как общался с ведущими математиками мира.
В 1933 году посетил США по приглашению Американской Ассоциации продвижения науки. Как приглашённый лектор, выступил в 15 колледжах и университетах, после чего получил почётную докторскую степень Брауновского университета.
В 1944 году Фейера вынудили подать в отставку из-за его еврейского происхождения. В одну из ночей в конце декабря 1944 года в его дом ворвались члены Партии скрещённых стрел. Фейера и всех жильцов его дома конвоировали к берегу Дуная и собирались расстрелять, их чудом спас телефонный звонок «от одного храброго офицера». Позднее Фейера нашли в одной из больниц города, куда он попал «при невыясненных обстоятельствах». Эта тяжёлая травма навсегда оставила след на умственных способностях учёного, что замечал даже он сам и позднее часто говорил о себе «с тех пор, как я стал идиотом». Коллеги же считали, что ещё почти десять лет уровень работ Фейера оставался стабильно высоким, пусть и без революционных идей его молодости, и угасание пришло позднее, в середине 1950-х годов.
Умер в Будапеште 15 октября 1959 года.

## Вклад в математику
За многолетнюю плодотворную карьеру Фейер опубликовал свыше 100 работ, его вклад в изучение рядов Фурье положил начало целому ряду исследований и открытий в этой области. На работах Фейера строили свои дальнейшие исследования такие учёные, как Анри Лебег, Шарль Валле-Пуссен, Thomas Hakon Grönwall, Адольф Гурвиц, Нильс Бор и Годфри Харди. В числе наиболее известных результатов — ядро Фейера и теорема Фейера.